# Zaraza piersiowa koni
Zaraza piersiowa koni (łac. Pleuropneumonia contagiosa equorum) zwana również piersiówką.

## Występowanie
Chorują tylko konie. Największą wrażliwość na zachorowanie wykazują konie w wieku 3–9 lat.

## Objawy
Okres inkubacji choroby wynosi od 3 dni do nawet 2 miesięcy. Proces chorobowy rozpoczyna się wysoką temperaturą ciała. Może ona wynosić nawet 40,5 0 C. Tak wysoka temperatura może się utrzymywać nieprzerwanie przez kilka dni (łac. febris continua). Obserwuje się również osłabienie, dreszcze, brak apetytu, pragnienie. W 2 – 3 dniu choroby pojawiają się objawy świadczące o zapaleniu płuc i opłucnej. Są to duszność, kaszel – głuchy, bolesny, wypływ z nosa śluzowo-ropny.
Choroba może mieć bardzo różny przebieg od lekkiego do bardzo ciężkiego, który kończy się śmiercią.

## Zmiany anatomopatologiczne
Zmiany typowo dotyczą płuc. W zależności od stadium choroby stwierdza się przekrwienie, zwątrobienie lub rozpłynnienie płuc. Stany zapalne najczęściej występują dolnych częściach płatów płucnych. W jamie opłucnej występuje mętny żółtawy płyn. Węzły chłonne tchawiczo-oskrzelowe wykazują zmiany oraz są powiększone.

## Rozpoznawanie
Charakterystyczny przebieg temperatury, następnie nasilające się objawy ze strony układu oddechowego.

## Zapobieganie
Zapewnienie odpowiednich warunków życiowych, prawidłowe i dobre jakościowo żywienie koni. Dezynfekcja stajni.